# Сольберг, Хенрик
Хенрик Сёргорд Сольберг (норв. Henrik Sørgård Solberg, родился 15 апреля 1987 в Ставангере) — норвежский хоккеист, защитник клуба «Ставангер Ойлерз» и сборной Норвегии.

## Игровая карьера
Дебютировал в чемпионате Норвегии в сезоне 2005/2006 за «Лиллехаммер», будучи учеником выпускного класса школы Norges Toppidrettsgymnas. Выступал на протяжении двух сезонов за клуб «Тронхейм Блэк Пантерз» (3 марта 2008 года клуб был признан банкротом и прекратил существование). 22 апреля 2008 года подписал двухлетний контракт со «Ставангер Ойлерз», за который выступает и по сей день.
В составе сборной Норвегии — участник чемпионатов мира 2010, 2012 и 2013 годов; 7 января 2014 года заявлен в сборную Норвегии на Олимпиаду в Сочи. Чемпионат мира 2011 года пропустил из-за травмы плеча.

## Статистика в клубе
(Данные по состоянию на конец сезона 2017/18)